# Patrizia Toia

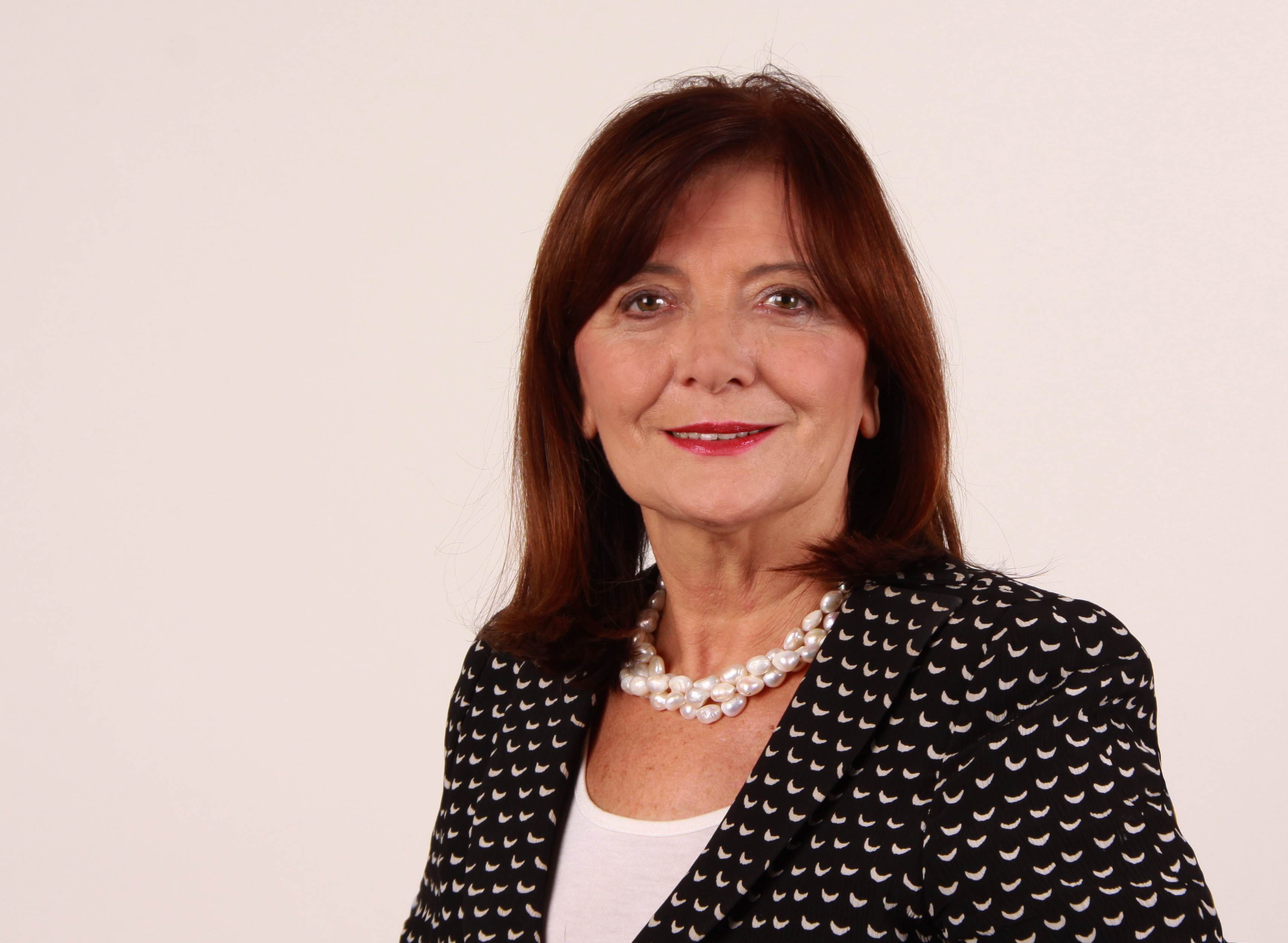
Patrizia Toia (2014)

Patrizia Toia (* 17. März 1950 in Pogliano Milanese) ist eine italienische Politikerin. Sie ist seit 2004 Mitglied des Europäischen Parlaments, zunächst als Vertreterin der Partei La Margherita, seit 2008 der Partito Democratico. Zunächst saß sie in der liberalen ALDE-Fraktion, 2009 wechselte sie in die sozialdemokratische Fraktion.

## Ausbildung und Beruf
Toia hat einen Hochschulabschluss in Politikwissenschaft von der Universität Mailand und eine Spezialisierung in strategischer Raumplanung an der Wirtschaftsuniversität Luigi Bocconi in Mailand durchlaufen. Anschließend arbeitete sie als leitende Beamtin in der Regionalregierung der Lombardei.

## Politische Karriere
Toia begann ihre politische Karriere bei der Democrazia Cristiana. Für diese gehörte sie 1975–1985 dem Gemeinderat von Vanzago (Provinz Mailand) und 1985–1995 dem Regionalrat der Lombardei an. Die christdemokratische Partei benannte sich 1994 in Partito Popolare Italiano (PPI) um. Als deren Mitglied rückte sie 1995 in die Abgeordnetenkammer des italienischen Parlaments nach.
Bei den Parlamentswahlen 1996 wurde sie hingegen in die andere Kammer, den Senat, gewählt, in dem sie bis 2004 den Wahlkreis von Cinisello Balsamo bei Mailand vertrat. Sie gehörte 1996–2001 dem Finanz- und Haushaltsausschuss des Senats an. In den Mitte-links-Kabinetten Prodi I und D’Alema I (1996–99) war sie Staatssekretärin im Außenministerium. In der Regierung D’Alema II (1999–2000) fungierte sie als Ministerin für Gemeinschaftspolitik, im Kabinett Amato II (2000–2001) als Ministerin für die Beziehungen zum Parlament. Nach ihrer Wiederwahl 2001 gehörte sie als Senatorin der Opposition an, war Mitglied des Ausschusses für Industrie, Handel und Tourismus sowie stellvertretende Vorsitzende des Sonderausschusses für Menschenrechte. Die PPI ging 2002 in der Partei Democrazia è Libertà – La Margherita auf, die christdemokratische und sozialliberale Mitglieder vereinte. Toia war Vorstandsmitglied dieser Partei und Koordinatorin für die Provinz Mailand.
Bei der Europawahl 2004 wurde sie als Vertreterin des Wahlkreises Nordwest-Italien ins Europäische Parlament gewählt. La Margherita war keine klassisch liberale Partei, schloss sich aber der Fraktion der Allianz der Liberalen und Demokraten für Europa an. Toia war Mitglied im Ausschuss für Industrie, Forschung und Energie und Mitglied der Delegation im Gemischten Parlamentarischen Ausschuss EU-Chile. La Margherita fusionierte 2007 mit den sozialdemokratischen Democratici di Sinistra zur Mitte-links-Sammelpartei Partito Democratico (PD), der auch Toia seither angehört. Bei der Fusion wurde zunächst vereinbart, dass die Europaparlamentarier zunächst in ihrer jeweiligen Fraktion (liberal oder sozialdemokratisch) bleiben sollten.
Nach der Europawahl 2009, bei der auch Toia wiedergewählt wurde, schlossen sich aber alle PD-Europaabgeordneten der sozialdemokratischen Fraktion an, die sich aus diesem Anlass in Progressive Allianz der Sozialisten & Demokraten umbenannte (aus Rücksicht auf die ehemaligen Margherita-Mitglieder, die sich nicht als Sozialisten/Sozialdemokraten verstanden). Toia war von 2010 bis 2014 stellvertretende Vorsitzende dieser Fraktion. Zudem übernahm sie 2009 den stellvertretenden Vorsitz im Ausschuss für Industrie, Forschung und Energie und war Mitglied in der Delegation in der Paritätischen Parlamentarischen Versammlung AKP-EU. Nach ihrer Wiederwahl 2014 war Toia weiterhin stellvertretende Vorsitzende des Ausschusses für Industrie, Forschung und Energie sowie Mitglied der Delegationen für die Beziehungen zu Belarus und in der Parlamentarischen Versammlung EURO-NEST.